# Liceo Abate Molina
El Liceo Abate Molina, llamado inicialmente Instituto Literario de Talca o Liceo A-8, es un establecimiento educacional municipalizado mixto chileno localizado en la ciudad de Talca que imparte la modalidad de educación general básica (7° y 8° básico) y de educación media científico-humanista obligatoria sin elección (1° a 4° medio).
Es reconocido por ser uno de los mejores recintos educacionales a nivel nacional, destacando en las pruebas SIMCE y PSU. Aloja en sus instalaciones alrededor de 2000 alumnos y 65 profesores, su plan de estudio corresponde a jornada completa.

## Historia
El abate Molina, desde su destierro en Bolonia, donó sus bienes para la creación de una biblioteca en la ciudad de Talca, misión que encargó a su albacea, don José Ignacio Cienfuegos, quien destinó dicho dinero para crear un Instituto Literario de Talca. El decreto que autoriza la creación de dicho instituto vio luz un 5 de julio de 1827, convirtiéndose en el cuarto liceo de Chile. Abrió sus puertas al estudiantado provisoriamente en 1829 en el Convento de Santo Domingo, y luego, en 1831 en el Convento de la Merced. Su primer programa de estudios comprendía las asignaturas de: Gramática castellana, Gramática Latina y Filosofía; además de una Escuela anexa de "primeras letras".
El terremoto de 1835 inhabilitó el local en el cual funcionaba el instituto, paralizando toda actividad educacional. La municipalidad acordó cederle un local definitivo, a dos cuadras de la plaza de armas, local que abrió sus puertas en 1843, en el edificio de "El Viejo Liceo", sitio en el cual están actualmente "Las Escuelas Concentradas", donde funcionó hasta 1925. Sus primeros programas se centraron en las humanidades, incluyéndose posteriormente ramos científicos. Don Enrique Molina Garmendia, Rector, consigue en 1908 del Gobierno iniciar la construcción del nuevo edificio en predio de la Alameda. Así en 1926 se inauguró oficialmente el nuevo local, que hasta hoy ocupa. Este establecimiento, ha tenido varios nombres a lo largo de su historia: Instituto Literario de Talca; Liceo de Hombres; Liceo A-8; y actualmente Liceo Abate Molina de Talca.
En 1938 se fundó el «grupo La Mandrágora», una asociación de poetas surrealistas compuesta por cuatro miembros fundadores, de los cuales tres eran exalumnos del establecimiento: Braulio Arenas, Teófilo Cid y Enrique Gómez Correa.
El Club Social de Deportes Rangers se creó por alumnos que estudiaban en el Liceo de Talca (Abate Molina). Fue el 2 de noviembre de 1902 cuando en la casa de Nicanor Donoso y Clarissa Espejo deciden fundar un nuevo club: Rangers de Talca. Según crónicas de la época los visionarios fundadores fueron   Alejandro Ramsay, Jorge Donoso Espejo, Guillermo Donoso Espejo, Luis Green Street (acompañado de su padre Juan Green Street), Arsenio Poblete, José María Bravo, Vicente Reyes, Rubén Guzmán, Luis Soto y Alfredo Díaz.

## Reconstrucción
Para el terremoto de Chile de 2010, el liceo resultó con graves daños, especialmente en el área del ex internado.
Es por lo anterior, que el liceo resultó seleccionado para ser reconstruido por la empresa Copisa, el nuevo diseño incorporará salas de clases para completar un total de aproximadamente 50 a 52 salas de clases, comedores, gimnasio, la reconstrucción del sector de la piscina, readecuación del laboratorio de ciencias y de informática, como también el sector del teatro.

## Himno
El actual himno del liceo fue escrito por el poeta y exalumno Jerónimo Lagos Lisboa y musicalizado a su vez por el compositor Pedro Humberto Allende.
CORO 3 veces
Auscultemos la vida sedientos

de verdad y de superación

Traen gérmenes nuevos los vientos,

tiene inéditas fuerzas el sol.

Con los ojos henchidos de espacio

Y en el alma ilusiones de aurora

Seamos una vanguardia avizora

Vamos hacia el albur de otra edad.

Todo oculta un latido ferviente

Es la luz un llamado hacia arriba

Hay un águila enorme cautiva

En la inercia de la humanidad.

CORO

## Exalumnos destacados
- Jerónimo Lagos Lisboa, poeta.